# Risbecoma capensis
Risbecoma capensis är en stekelart som först beskrevs av Walker 1862.  Risbecoma capensis ingår i släktet Risbecoma och familjen kragglanssteklar. Inga underarter finns listade i Catalogue of Life.